# Ramsbotjärnet
Ramsbotjärnet är ett tjärn i Årjängs kommun i Värmland och ingår i Göta älvs huvudavrinningsområde. Tjärnets namn kommer från ramn, ett annat ord för korp. Öster om tjärnet ligger Bergjättekammarn, en samling stenpelare och bergkamrar, och Korpedråga, en tidigare häckningsplats för korpar. Tjärnet har tidigare utgjort hemmansgräns i Trankils socken.